# أليسون إميري
أليسون إميري (بالإنجليزية: Alison Emery)‏ هي لاعبة هوكي الجليد بريطانية، ولدت في 9 سبتمبر 1989.

## وصلات خارجية
- أليسون إميري على موقع EliteProspects.com (الإنجليزية)